# Folder5
Folder5（フォルダーファイブ）は、日本の5人組女性ダンス&ボーカルグループ。ライジングプロダクション所属。レーベルはavex tune。
Folderの女性メンバー5人で1999年に結成し、2003年に事実上解散。メンバー全員が沖縄県および沖縄アクターズスクール出身。

## メンバー
ARISA（仲間愛里紗）
1984年8月21日（40歳）、沖縄県浦添市出身 - リーダー
HIKARI（満島ひかり）
1985年11月30日（39歳）、沖縄県沖縄市出身
AKINA（宮里明那）
1985年6月19日（40歳） 、沖縄県出身
NATSU（阿嘉奈津）
1984年8月11日（40歳）、沖縄県那覇市出身
事務所退社と同時に芸能界を引退し、沖縄で就職した。
活動休止後メンバー同士の共演は一度もなかったが、2011年に沖縄へ帰郷したAKINAが、石原萌と再会した写真をブログに掲載した。
MOE（石原萌）
1986年5月23日（39歳）、沖縄県沖縄市出身

## 略歴
FolderからJOE（仲間丈）・DAICHI（三浦大知）が抜け、女性のみのグループとして2000年5月10日にシングル「SUPERGIRL」でデビューした。メンバー名は本名の名をローマ字表記に変更した。
2001年5月にファミリーマートのコミュニケーション「Fun! Fun! Fun! ファミリーマート」でイメージキャラクターを務める。
2002年にw-inds.、FLAMEとの期間限定ユニットEarth Harmonyに参加。
Folder5としてのシングルは2002年の「MY MIRACLE」がラストシングルになり、2003年6月25日発売の『Folder+Folder 5 SINGLE COLLECTION and more』の発売をもって事実上解散した。

## 作品

### シングル
1. SUPERGIRL（2000年5月10日、AVCT-30024）
  - イギリスの女性グループ「スーパーガール」の「My Name Is Supergirl」（邦題「恋するスーパーガール」）のカバー。
2. AMAZING LOVE（2000年8月23日、AVCT-30025）
  - ユーロビート路線へ転向。ROSEの「A SONG FOR YOU」のカバー。
3. Believe（2000年11月29日、AVCT-30032）
  - 前作に続きユーロビート路線。LOLITAの「DREAMIN' OF YOU」のカバーで､アニメ『ONE PIECE』のオープニングテーマに起用されたグループ最大のヒット曲。
4. STAY…（2001年3月14日、AVCT-30037）
5. Final Fun-Boy（2001年6月13日、AVCT-30045）
  - ファミリーマートのCMソングとして起用。同CMにメンバー自身も出演。
6. GO AHEAD!!（2001年11月14日、AVCT-30046）
  - ファミリーマートのCMソングとして起用。同CMにメンバー自身も出演。
7. Magical Eyes（2002年3月6日、AVCT-30050）
  - Xbox用ゲームソフト「ねずみくす」テーマ曲。
8. MY MIRACLE（2002年5月29日、AVCT-30055）
  - ファミリーマートのCMソングとして起用。同CMにメンバー自身も出演。

### アルバム
1. HYPER GROOVE 1（2001年7月25日、AVCT-10093）
2. FIVE GIRLS（2002年7月17日、AVCT-10113）

### ベスト・アルバム
1. HYPER GROOVE PARTY（2003年1月22日、AVCT-10121）
  - シングル表題曲、カップリング曲、アルバム収録曲から選ばれた30曲をHYPER Non-Stop Mixで収録したダンス・アルバム。カーステレオに対応したCD text仕様。
2. Folder+Folder 5 SINGLE COLLECTION and more（2003年6月25日、AVCT-10131）
  - 新録曲「あの空のむこう」を収録。
3. BEST COLLECTION ALBUM（2012年3月21日、AVCT-10176）
  - シングル表題曲、カップリング曲、アルバム収録曲から選ばれた14曲が収録されたベスト・コレクションアルバム。ミュージックビデオ収録のDVD付き。

### コンピレーション・アルバム
- ONE PIECE BEST ALBUM ワンピース主題歌集（2003年7月30日、AVCA-14748）
  - 「Believe」、「Ready!」収録。
- SUPER EUROBEAT VOL.150（2004年8月4日、AVCD-10150）
  - ディスク2にFolder5のユーロビートのカバー曲が全曲収録されている。
- SUPER★BEST TRANCE presents SUPER J-TRANCE BEST（2005年3月30日、AVCD-17652）
  - 「Believe (SHAM-Poo remix)」収録。
- ONE PIECE BEST ALBUM ワンピース主題歌集 2ndピース（2005年3月24日、AVCA-22322）
  - 「Believe」収録。
- a-box avex BestHit Collection（2006年2月10日、AQCD-50180）
  - ディスク3に「Believe」収録。
- ONE PIECE SUPER BEST（2007年3月7日、AVCA-26233/4）
  - 「Believe」収録。
- ONE PIECE MEMORIAL BEST（2010年3月17日、AVCA-29700B (初回限定盤)、AVCA-29702 (通常盤)）
  - 「Believe」収録。初回限定盤付属のDVDにオープニングテーマ「Believe (TVサイズ)」収録。
- ONE PIECE 15th Anniversary BEST ALBUM（2013年1月16日、AVCA-62205）
  - ディスク1に「Believe」を収録。
- ONE PIECE 20th Anniversary BEST ALBUM（2019年3月27日、EYCA-12391B (初回限定盤)、EYCA-12394 (通常盤)）
  - ディスク1に「Believe」を収録。初回限定盤付属BDには、ノンクレジットOP & ED映像を収録。

### CD BOX
- Folder+Folder 5 COMPLETE BOX （2003年6月25日、AVBT-91021〜3/B〜F）

### 映像作品
1. HYPER GROOVE CLIPS（2001年12月12日、DVD：AVBT-91009、VHS：AVVT-90011）
2. HYPER GROOVE CLIPS 2（2003年3月19日、AVBT-91019）

### ゲームソフト
- PS2 モンスターファーム（2001年3月22日、テクモ） SLPS-25035 - CD「STAY･･･」を再生させるとレアモンスター「ニャルダー」が誕生[3]。
- Xbox ねずみくす（2002年2月22日、マイクロソフト） G65-00002 - 主題歌「Magical Eyes」[4]。

### その他
- Earth Harmony「World needs love」 （2002年8月7日） PCCA-70016 - w-inds.、FLAMEとの期間限定ユニットによるシングル。コーラスで参加。
- コーラス参加 arisa (シンガーソングライター)#ARISA ARISA

## ライブ・イベント
- Summit Music Fest in Okinawa（2000年6月4日、宜野湾海浜公園多目的広場特設ステージ）
  - Music Fest Peace of Ryukyu 2001（2001年7月15日、那覇市奥武山総合運動公園陸上競技場）
    - 2002（2002年7月28日、宜野湾海浜公園野外劇場）
- 篠原ともえ.com　ともえまつり（2000年8月8日、お台場フジテレビイベント広場）
- First Live（2000年8月12日、お台場フジテレビイベント広場）
- SUMMER EVENT AMAZING LOVE（2000年8月24日、名古屋ナディアパーク）
  - （25日、大阪千里中央セルシー広場）
  - （26日、池袋サンシャインシティ噴水広場）
- avex Channel a Super Live 2000（2000年8月31日、代々木第一体育館）
- 三重大学学園祭ライブ（2000年11月4日、三重大学特設ステージ）
- 岐阜経済大学学園祭ライブ（2000年11月25日、岐阜経済大学特設ステージ）
- ジャンプフェスタ2001（2000年12月24日、幕張メッセ特設ジャンプステージ）
- カウントダウンプレイベント（2000年12月30日、北九州スペースワールドビッグバンプラザ）
- 2001春東映アニメフェア ワンピース舞台挨拶（2001年3月3日、銀座・丸の内東映）
- 東京ゲームショウ2001年春 モンスターファーム発売記念イベント（2001年4月1日、幕張メッセ・テクモブース前）
- ファイティング CDTV SPECIAL LIVE（2001年6月29日、ディファ有明）
- HYPER GROOVE1 リリースパーティー（2001年7月29日、赤坂BLITZ）
- せんだい宇宙館スターフェスタin川内（2001年8月19日、鹿児島県川内市:寺山いこいの広場）
- FamilyMart Super Fun! Tour 2001（2001年11月4日、名古屋国際会議場センチュリーホール）
  - （11日、東京国際フォーラム）
  - （12月8日、大阪厚生年金会館）
    - 2002（2002年11月4日、仙台サンプラザホール ）
      - （8日、福岡サンパレスホール）
      - （11日、名古屋国際会議場センチュリーホール）
      - （13日、東京国際フォーラムホールA）
      - （15日、石川厚生年金会館）
      - （22日、大阪国際会議場グランキューブ大阪）
- GO AHEAD!! リリースパーティー（2001年11月17日、原宿ラフォーレミュージアム）
  - （24日、神戸Joshinさんのみや1ばん館9Fイベントホール、京都駅ビル室町小路広場）
  - （25日、天神イムズ）
- 沖縄観光キャンペーンイベント（2001年11月17日、新宿ステーションスクエア）
- NTT Docomo 東北 ヤングアーティストスーパーライブ（2002年3月30日、仙台サンプラザホール）
- 夏一色!'02Honda夏祭り（2002年7月13日、鈴鹿サーキット）
- サマースペシャルライブ（2002年7月20日、北九州スペースワールドビッグバンプラザ）
- FIVE GIRLS リリースパーティ〜Folder5と夏祭り〜（2002年7月25日、代々木公園野外ステージ）
- 2002INAS-FIDサッカー世界選手権大会開会式（2002年8月8日、東京スタジアム）
- 倉敷チボリ The 5th Anniversary Special Live（2002年8月10日、倉敷チボリ公園）
- FIVE GIRLS 発売スペシャルイベント（2002年8月11日、avex本社ビル8F会議室）
  - （12日、タワーレコード渋谷店B1F STAGE ONE）
- BEAT MAGIC 2002（2002年8月13日、美浜町総合運動公園特設会場）

## 出演

### テレビ
- THE夜もヒッパレ（2000年1月29日 - 2002年9月21日（終）、日本テレビ） - 7人の時は含まず。
- M-mania（2000年5月7日、8月20日、日本テレビ）
- MMM（2000年5月8日、8月21日、読売テレビ）
- BEAT MOTION（2000年5月14日、9月3日、12月10日、2001年6月24日、11月11日、2002年6月9日、NHK-BS2）
- うたばん（2000年5月11日、2001年7月5日、11月22日、2002年2月28日、5月30日、TBS）

- ミュージックステーション（2000年5月12日、9月1日、12月1日、2001年3月16日、6月15日、11月16日、テレビ朝日）
- リズムBaby（2000年5月13日、TBS）
- HEY!HEY!HEY! MUSIC CHAMP（2000年5月29日、2001年7月2日、11月12日、2002年3月25日、6月17日、2009年2月23日（総集編）、フジテレビ）
- ポップジャム（2000年6月24日 - フィンガー5の「学園天国」も歌う。9月16日、NHK）
  - サマースペシャル（2002年8月24日）
- Summit Music Fest in Okinawa（2000年7月21日、NHK-BS2）
  - Music Fest Peace of Ryukyu 2001、2002（2001年8月4日、2002年8月25日、フジテレビ）
- COUNT DOWN TV（2000年8月20日、2001年3月18日、TBS）
  - CDTV-Neo（2000年12月1日）
  - ファイトTV24（2001年6月30日）
- めざましテレビ（2000年8月28日、2002年7月26日、フジテレビ）
- 期間限定!ピカピカ天王洲LIVE（2000年11月26日、テレビ東京） - ブラックビスケッツの「Timing」を歌う。
- AX MUSIC-TV（2000年11月30日、2001年6月14日、11月15日、2002年3月13日、5月31日、日本テレビ）
- Tx2 SHOW（2000年11月30日、2001年8月3日、11月1日、2002年3月21日、9日、9月26日（終）、テレビ朝日）
- 井上忠夫音楽葬（2000年12月1日、TBS） - フィンガー5メドレー 「恋のダイヤル6700」、「学園天国」。
- 天才てれびくんワイド（2000年12月7日、NHK）
- FUN（2000年12月8日、日本テレビ）
- MUSIX!（2000年12月10日、2001年3月11日、7月8日、11月11日、2002年3月17日、6月4日、テレビ東京）
- 第38回新春かくし芸大会（2001年元旦、フジテレビ）
- 21世紀の歌姫たち（2001年1月2日、テレビ神奈川）
- Channel a（2001年1月10日、3月22日、6月13日、11月15日、12月2日、2002年3月10日、5月23日、7月17日、8月8日、10月10日 - Folder5として最後のTV出演、年月日不明×1、テレビ神奈川）
- パパパパパフィー（2001年2月28日 - アジアの純真を歌う。11月28日、2002年3月30日（終）、テレビ朝日） - 女だらけの音楽祭（2001年3月22日） - dream、chee'sとのイントロ対決・古今東西風船ゲーム・料理対決をした。料理対決は優勝。
- BSジュニアのど自慢（2001年4月14日、2002年2月16日、NHK-BS2）
- P-music（2001年6月13日、14日、毎日放送）
- 音楽通信（2001年6月19日、テレビ東京）
- BEST HIT TV（2001年6月19日、2002年1月5日、テレビ朝日）
  - スペシャル!（2002年2月5日） - 未公開特集。
  - Matthew's（2002年5月22日）
- めちゃ×2イケてるッ!（2001年6月23日、フジテレビ） - コーナー「爆烈お父さん」に出演。
- チノパン（2001年7月31日、フジテレビ）
- ジャスト（2001年8月3日、2002年7月12日、7月26日、TBS）
- 森田一義アワー 笑っていいとも!（2001年8月21日、フジテレビ） - 火曜日コーナー「犯人は誰だ」に出演。
- 爆笑そっくりものまね紅白歌合戦スペシャル（2001年9月25日、フジテレビ） - ものまねされて本人達が登場し歌うパターンである。 ものまねメンバー METAMO、藤川なお美、ジェニーいとう。Folder5も、ものまねを披露 ARISA「コロ助」、HIKARI「浜崎あゆみ」、AKINA「こずえ鈴」。
- ジャングルTV 〜タモリの法則〜（2001年11月13日、TBS） - 料理はオムライス。
- MUSIC・F（2001年11月13日、2002年3月5日、TOKYO MX）
- ワンダフル（2001年11月20日、TBS）
- エクスプレス（2001年、TBS）
- 2002年だよ!ドレミファドン!（2002年1月3日、フジテレビ） - Folder5・黒沢年雄チームは140点で2位。
- ねずみくす完成発表会（2002年2月10日、コンピューターチャンネル）
- GameWave（2002年、テレビ東京） - ねずみくす完成発表会模様。
- 大阪発元気ダッシュ!DOYAH（2002年3月28日、NHK-BS2）
- サタデーホットリクエスト（2002年5月4日、NHK-BS2） - 強風中継だった。
- Gallage Vanguard（2002年6月19日、テレビ朝日）
- ズームイン!!SUPER（2002年7月26日、日本テレビ）

### CM
- ソフ王（ロッテ） - EAN 4515793300245。
- PS2 モンスターファーム（発売前編・発売中編、テクモ）[3]
- Xbox ねずみくす（マイクロソフト） - 歌のみ[4]。
- ファミリーマート[2]
  - アジアご飯編
  - WE'RE SUPPORTERS AKINA＆外人編
  - WE'RE SUPPORTERS ARISA＆MOE編
  - WE'RE SUPPORTERS NATSU＆HIKARI＆AKINA編
  - お中元編
  - オンラインショップ編
  - 工房仕立てビッグバーガー 滑り台編
  - 工房仕立てビッグバーガー 電子レンジ編
  - 台湾通編
  - ドリンク剤キャンペーン編
  - 20周年記念編
  - ピコピコハンマー編
  - 変身編
  - 湯かけ屋そば編
  - ワールドカップ編

### ラジオ
レギュラー
- Family Mart Folder5-Smash-Train（2001年10月1日 - 2003年3月25日、文化放送） - 後日ダイジェスト版がHPで聞けるようにしていた。

### アニメ
全てONE PIECEのDVD
- 48話 - 115話 - オープニングテーマ「Believe」。
  - 1stシーズン 初期篇 Piece.12 - Piece.15
  - 2ndシーズン グランドライン突入篇 Piece.1 - Piece.5
  - 3rdシーズン チョッパー登場 冬島篇 Piece.1 - Piece.5
  - 4thシーズン アラバスタ上陸篇　Piece.1 - Piece.6
  - 4thシーズン アラバスタ激闘篇　Piece.1.2
- ONE PIECE ねじまき島の冒険 （2001年10月21日、DSTD-02019）
  - 主題歌「 Believe 」、アニメキャラクターになって登場。
- ワンピースTV主題歌集DVD （2004年3月17日、AVBA-14923）
  - オープニングテーマ「Believe (TVサイズ)」収録。

### 書籍
連載
- beat freak（avex）
- Kindai（2000年〜2002年、近代映画社） - 2001/5号はドデカポスター付き。
- Myojo（2000年3月〜2002年7月、集英社）
- POTATO（2000年5月〜2002年8月、学習研究社）

掲載
- UP to boy No.116、125、128、130、134（2000年、2001年、ワニブックス）
- 週刊ヤングジャンプ 26、35号（2000年、2001年8月、集英社）
- Cool-up Vol. 02、03（2000年6月、8月、音楽専科社）
- Mannish 4、6、10、12、1、2、3月号（2000年、2001年、双葉社）
- CD HITS! 5、9、4、8月号（2000年、2001年、学習研究社）
- JUNON 7、10、4、9月号（2000年、2001年、主婦と生活社）
- 月刊ふぁみコレぴあ 10、9、7月号（2000年9月1日、2001年8月、2002年6月、ファミリーマート） - 共に表紙。
- 週刊ぴあ 8/28号（2000年、ぴあ）
- 6年の学習 10月号（2000年、学習研究社）
- Audition 10月号（2000年9月1日、白夜書房） - 表紙。
- Girls Hits! Vol.11、20（2000年9月、2002年1月、学習研究社）
  - PLUS 001（2002年9月）
- Citron Vol.2（2001年、オリコン）
- TG Talented Girls vol.02（2001年1月、彩文館出版）
- ピチレモン 5、7、12、7月号（2001年、2002年、学習研究社）
- CMジェニックス Vol.003（2001年5月、ドリームワークス出版社） - 表紙。
- CDでーた 8/5、6/5号（2001年、2002年、角川書店）
- ザッピィ 8、11月号（2001年、メディアファクトリー）
  - ガールズ Vol.2（2002年）
- SCOUT 11、12月号（2001年、ドリームワークス出版）

その他
- トレーディングカード1st（2001年12月12日）
- カレンダー2002年、2003年（2001年11月、2002年11月、ハゴロモ）
- 写真集 （節「AKINA (1985年生の歌手)#写真集」を参照）。
  - （節「満島ひかり#写真集」を参照）。

## ソロ活動
2002年
- 7月31日、GIRL POP FACTORY02でAKINAが「Believe」、「Depend on you」を歌う。この模様は後日、フジテレビ、フジテレビ721で放送された。

2004年
- 5月21日のVISION Festa Vol.1、8月1日のVISION Festa Vol.2でAKINAが「Believe」を歌った。
- 6月3日、東京MXテレビ、ゼベック・オンラインのコーナー「ひかりダンススクール!」で満島ひかりが「MY MIRACLE」のダンスを披露した。
- 9月17日、コロラド州デンバーで開催されたアニメコンベンション、Nan Desu KanでAKINAが「SUPERGIRL」、「Believe」、「Final Fun-Boy」、「Ready!」を歌った。

2005年
- 1月11日、新宿ライブハウスの対バンライブで仲間愛里紗が「FAKE」を歌った。
- 2月8日、ゼベック・オンラインのコーナー「ジャケット カルタ大会」に「Believe」のイントロがかかり、『HYPER GROOVE 1』のジャケットを満島ひかりが勝ち取った。この時に今でもFolderメンバー同士集まって食事している事を打ち明けた。
- 5月20日、SUPER EUROGROOVE PARTYでAKINAが「SUPERGIRL」、「Believe」、「Ready!」を歌った。

2007年
- 9月30日、Apple Store銀座のイベントライブでarieが「STAY･･･」を歌った。

2010年
- 3月20日、NHK-FMラジオ「サタデーホットリクエスト」最終回でAKINAがアコースティックライブを行い、その中で「Believe」を歌った。